# Astomiopsis magilliana
Astomiopsis magilliana är en bladmossart som beskrevs av Snider, K. L. Yip och J. R. Clark 1999. Astomiopsis magilliana ingår i släktet Astomiopsis och familjen Ditrichaceae. Inga underarter finns listade i Catalogue of Life.